# Инской
Инской — посёлок городского типа в составе Беловского городского округа Кемеровской области России.
Посёлок расположен на левом берегу Ини в 8 км к востоку от города Белово. Площадь посёлка городского типа Инской составляет 1761 га.

## Население
| 1970    | 1979    | 1989    | 2002    | 2009    | 2010    | 2012    |
| ------- | ------- | ------- | ------- | ------- | ------- | ------- |
| 10 983  | ↗12 668 | ↗13 753 | ↘13 665 | ↘13 239 | ↘12 590 | ↘12 419 |
| 2013    | 2014    | 2015    | 2016    | 2017    | 2018    | 2019    |
| ↘12 353 | ↘12 316 | ↘12 262 | ↘12 156 | ↘12 099 | ↘12 058 | ↘11 988 |
| 2020    | 2021    |         |         |         |         |         |
| ↗12 038 | ↗12 499 |         |         |         |         |         |

## История
12 января 1954 года вышло решение под № ПР-15 начальника «Главвостокэнерго» Министерства электростанций и электропромышленности по выбору площадки для строительства новой ГРЭС в Кузбассе. Наряду со строительством станции весной 1956 года началось строительство посёлка, когда приехала первая партия рабочих — 300 человек, затем вторая — 500 человек.
28 августа 1963 года состоялась первая сессия Инского поселкового Совета. В поссовет тогда было избрано 70 депутатов — передовиков производства, представителей общественных организаций, интеллигенции. Этот день считается официальной датой рождения посёлка.

## Предприятия
- ООО «Беловское рыбное хозяйство», ОАО «Агрокомплекс»
- Школа № 12
- Школа № 16
- Горбольница 4, Центр здоровья, Беловская районная больница
- Пожарная часть
- Беловская ГРЭС
- ГПОУ Беловский политехнический техникум
- Музыкальная школа
- детский дом

## Люди, связанные с посёлком
- Маша Распутина (р. 1964) — советская и российская певица, родилась здесь